# Nico Habermann
Arie Nicolaas (Nico) Habermann (Groningen, 26 juni 1932 – Pittsburgh, 8 augustus 1993) was een Nederlands informaticus die gedurende zijn gehele carrière werkzaam was aan de Carnegie Mellon University in de Verenigde Staten.

## Biografie
Habermann behaalde zijn kandidaatsexamen en zijn doctoraalexamen wiskunde aan de Vrije Universiteit van Amsterdam in respectievelijk 1953 en 1958. Daarna was hij werkzaam als docent wiskunde, om in 1967 te promoveren in de toegepaste wiskunde aan de Technische Universiteit Eindhoven onder Edsger Dijkstra met de verdediging van het proefschrift: "On the Harmonious Co-operation of Abstract Machines".
In 1968 werd Habermann uitgenodigd door de Faculteit Computer Science van de Carnergie Mellon-universiteit (CMU) om er als gast-onderzoekwetenschapper te werken. Al in het jaar erop, in 1969, werd hij er aangesteld als universitair hoofddocent en in 1973 als hoogleraar. Deze positie behield hij tot 1991. Na zijn pensionering was hij assistent directeur voor computer- en informaticawetenschap bij de National Science Foundation.

## Werk
Habermann was vooral actief in het ontwerp en de implementatie van de eerste generatie computertalen, zoals Algol 60, BLISS, Pascal, Ada en andere toepassingspecifieke computertalen. Hij was bekend van zijn bedragen op inter-process, communicatie, processynchronisatie, het voorkomen van deadlocks en software-verificatie. Daarnaast had hij een bijdrage in nieuwe besturingssystemen, waaronder Edsger Dijkstra’s THE multi-programmingssysteem, de Family of Operation Systems (FAMOS) aan Carnegie Mellon, Berlijns Dynamically Adaptable Systems (DAS) en UNIX.
Habermann was gasthoogleraar aan de Universiteit van Newcastle upon Tyne (1973) en de Technische Universiteit Berlijn (1976). Daarnaast was hij universitair docent aan de Jiaotong-universiteit (1986-1993) te Shanghai.